# Ramón Herrán y Torriente
Ramón Herrán y Torriente (Liérganes, 1883 - Madrid, 1964) fou un notari espanyol. Va treballar a Sabadell entre 1921 i 1942, moment en què es traslladà a Barcelona per ocupar una plaça que li corresponia per antiguitat. Abans d'anar a viure a Barcelona, va fer construir unes cases angleses en una finca que havia adquirit al passatge sabadellenc que, per aquesta raó, rebé el nom del notari.